# یواس‌اس اری (۱۸۱۳)
یواس‌اس اری (۱۸۱۳) (به انگلیسی: USS Erie (1813)) یک کشتی بود که طول آن ۱۱۷ فوت ۱۱ اینچ (۳۵٫۹۴ متر) بود. این کشتی در سال ۱۸۱۳ ساخته شد.